# Beynost
Beynost är en kommun i departementet Ain i regionen Auvergne-Rhône-Alpes i östra Frankrike. Kommunen ligger  i kantonen Miribel som ligger i arrondissementet Bourg-en-Bresse. Kommunens areal är 10,64 km². År 2022 hade Beynost 4 936 invånare.

## Befolkningsutveckling
Antalet invånare i kommunen Beynost
Referens: INSEE